# Milcoiu (gmina)
Milcoiu – gmina w Rumunii, w okręgu Vâlcea. Obejmuje miejscowości Căzănești, Ciutești, Izbășești, Milcoiu, Șuricaru i Tepșenari. W 2011 roku liczyła 1265 mieszkańców.